# Анастасий (Братановский-Романенко)
Архиепи́скоп Анаста́сий (в миру Андре́й Семёнович Братано́вский-Романе́нко; 16 (27) октября 1761, Барышевка, Переяславский полк Войска Запорожского — 9 (21) декабря 1806) — епископ Русской православной церкви, архиепископ Астраханский и Моздокский, духовный писатель. Член Российской академии (1794). Племянник епископа Иринея (Братановского).

## Биография
Родился 16 октября 1761 года в местечке Барышевке Переяславского полка Войска Запорожского в семье священника.
В 1782 году окончил Переяславскую духовную семинарию и поступил преподавателем в Севскую духовную семинарию, через год перешел в Вологодскую, а затем в семинарию Кирилло-Белозерского монастыря.
В 1790 году был вызван в Санкт-Петербург в качестве учителя красноречия в Александро-Невскую духовную семинарию.
26 июня 1790 года принял монашество.
В 1792 году исполнял обязанности катехизатора, а затем законоучителя кадетского шляхетского корпуса.
8 сентября 1792 года возведен в сан архимандрита Свято-Троицкого Зеленецкого монастыря Санкт-Петербургской епархии.
В 1793 году назначен придворным проповедником.
В 1794 году избран членом Российской Академии.
В 1795 году назначен настоятелем Троице-Сергиевой пустыни под Санкт-Петербургом.
С 1796 года — архимандрит Московского Новоспасского монастыря, член Святейшего Синода и законоучитель кадетского корпуса.
Будучи в Санкт-Петербурге присутствующим в Святейшем Синоде, составил план преобразования духовных училищ, за что награждён алмазною панагиею.
20 декабря 1797 года хиротонисан во епископа Могилевского и Белорусского, награждён орденом Святой Анны 1 степени.
15 сентября 1801 года возведен в сан архиепископа.
В 1801 году по поручению императора Павла I он размножил и исправил труд Гиббона «История упадка и разрушения Римской империи».
С 4 декабря 1803 года — архиепископ Могилевский и Витебский.
20 декабря 1805 года по болезни назначен на кафедру в Астрахань.
Скончался 9 декабря 1806 года от туберкулеза.

## Сочинения
Архиепископ Анастасий занимает видное место в истории русского проповедничества. Его проповеди имели своеобразное достоинство и оказали немалое влияние на последующее развитие русского проповедничества.
- Классическая книжка. — М., 1806. (Трактат о расположении проповедей).

Переводы с французского: Предохранение от безверия и нечестия, здоровым рассудком, совестью и опытами доказанное.. — СПб., 1794. Архивировано 21 декабря 2018 года.
- Арнод Ф. Плач Иеремии пророка. Поэма. — СПб., 1797.
- Истинный Мессия, или Доказательство о Божественном пришествии Иисуса Христа и Его Божества. — М., 1801 и 1851 г.
- Формей Ж. А. Опыт о совершенстве.. — СПб., 1805. Архивировано 21 декабря 2018 года.
- Не издано: Толкование на Евангелие от Иоанна (рукопись).

Слова и речи:
- при вступлении в должность законоучителя при кадетском корпусе. — СПб., 1792;
- в день рождения Екатерины П. — СПб., 1792;
- в день Преображения Господня. — СПб., 1792;
- в день тезоименитства Великой княгини Елизаветы Алексеевны. — СПб., 1793;
- на погребении графини Остермановой. — СПб., 1793;
- при выпуске кадетов. — СПб., 1793
- на новый 1794 год. — СПб., 1794;
- в день рождения Великой княгини Марии Федоровны. — СПб., 1794;
- на погребение действительного тайного советника И. И. Бецкого. — СПб., 1795;
- на погребение сенатора А. А. Нарышкина. — СПб., 1795;
- на погребение графа Шувалова;
- в день тезоименин Великой княгини Анны Павловны. — СПб., 1795;
- при выборе судей. — М., 1802;
- при восстановлении в Белоруссии Могилевской губернии. — СПб., 1802;
- Поучительные слова: в 4 т. — СПб., 1796, т. 1, 2; 1806, т. 3; 1807, т. 4.

Преосвященный Анастасий был знатоком и любителем церковного пения. Ему принадлежит[прояснить] гимн «Коль славен наш Господь в Сионе».